# Tanaberk

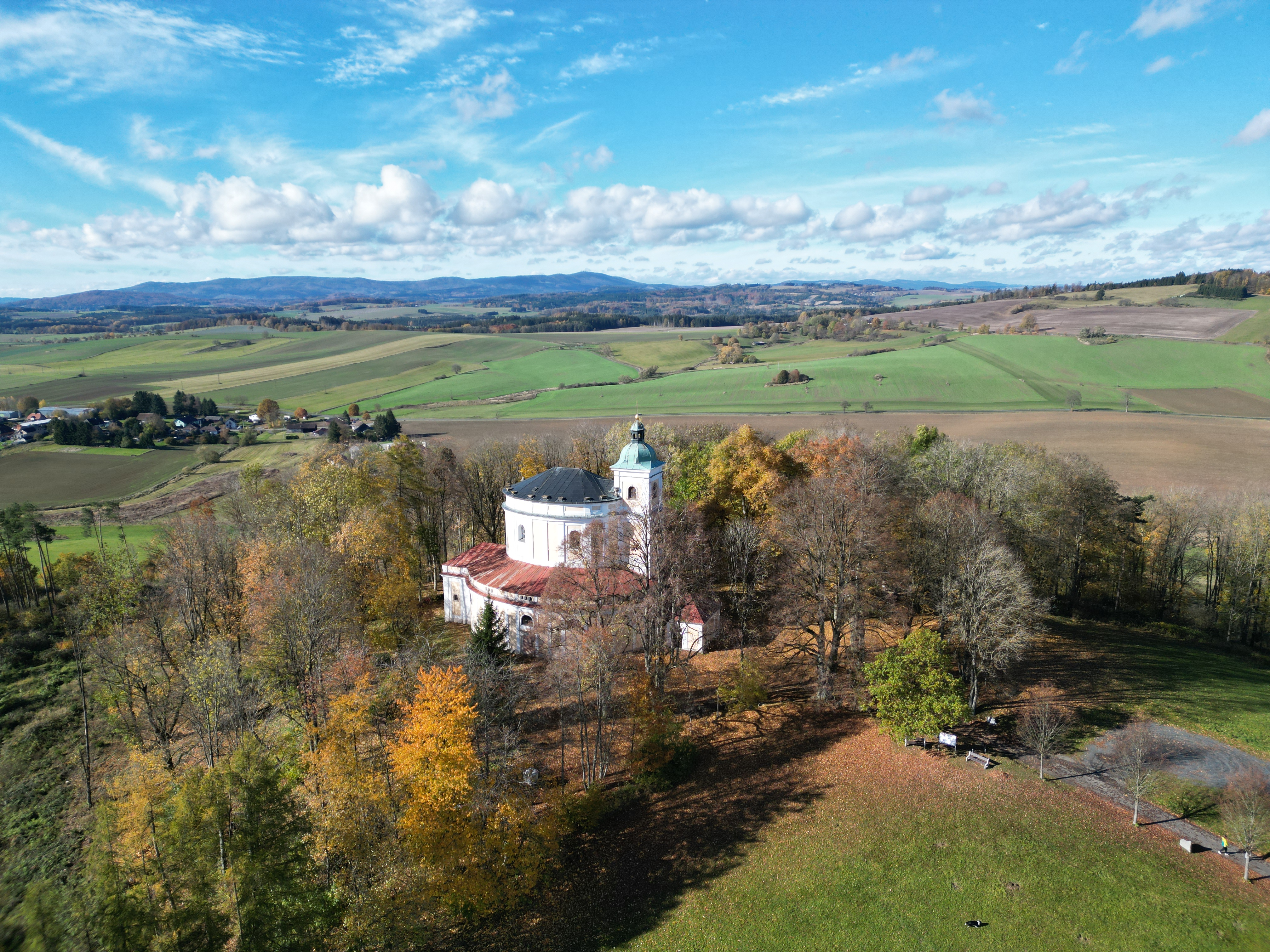
Svatá Anna na Tanaberku

Tanaberk, též známý jako Tannaberk nebo Svatá Anna, je významným poutním místem s bohatou historií. Dnes se nachází ve farnosti Kdyně, ale dříve se jednalo o samostatnou farnost, která byla zřízena v roce 1747 (matriky jsou vedeny již od r. 1741). Jednalo se o nejmenší farnost na světě, protože jediným farníkem byl její správce (farář), dříve i kaplan. Teprve s reformou farností v Plzeňské diecézi v roce 2005 došlo k zániku farnosti, a poutní kostel se stal filiální k farnosti Kdyně, i když leží na katastrálním území Hájek.

## Historie
Vznik poutního místa se datuje k 25. červenci 1703, kdy František Pajer, kantor a varhaník z nedalekých Všerub, na vrchu spatřil záhadnou záři. Po tomto zázraku, který mu přinesl uzdravení, nechal postavit malou dřevěnou kapli, ke které začali přicházet poutníci z širokého okolí.

### Kostel sv. Anny
Rostoucí sláva poutního místa vedla v roce 1712 k zahájení výstavby poutního kostela sv. Anny pod vedením italského stavitele Marka Antonia Gilmettiho. Kostel byl dokončen v roce 1717. Má netradiční elipsovitý půdorys s ambitovým ochozem. V roce 1747 zde byla vystavěna fara s nadací (hrabata Stadionové) pro dva kněze a od roku 1816 zde fungovala škola. Kostel byl po požáru v roce 1865 několikrát opravován. Od roku 1964 je kostel zapsán do státního seznamu kulturních památek.

### Krypta a hřbitov
Pod hlavním oltářem kostela se nachází hrobka hrabat Stadionů, významného rodu, který měl velký vliv na dění v okolí. Hrabě Filip Stadion, který zemřel 17. září 1839, byl podle své poslední vůle do této hrobky pohřben. Na hřbitově našli místo posledního odpočinku také kněží, kteří sloužili ve farnosti, a další osadníci.
Vně i uvnitř kostela bylo pohřbeno nejméně 50 osob spojených s farností, včetně panských úředníků a dalších významných osobností. Náhrobní kameny kněží a osadníků se nacházejí jak uvnitř kostela, tak v jeho okolí, a svědčí o dlouhé historii tohoto místa jako duchovního a komunitního centra.
V 50. letech 20. století byla hrobka vykradena a mumie členů rodu Stadionů byly zneuctěny. Části ostatků byly vráceny do krypty, která byla zazděna.

### Poutnický dům
Poutnický dům byl postaven v roce 1723 a později přeměněn na hospodu. V roce 1902 byla přestavěna na turistickou ubytovnu. V 50. letech 20. století byl objekt zbořen.

### Ničení kostela v 50. letech 20. století
V 50. letech se na faře usídlili vojáci Československé lidové armády, kteří kostel používali jako stáj pro koně. Oltář a sochy byly zničeny. Kostel a jeho vybavení byly postupně devastovány vandaly.

### Obnova kostela
Záchranné práce probíhaly od 60. let 20. století, kdy došlo ke zřícení části střechy. Kostel byl postupně opravován až do let 1992–1995, kdy proběhla generální oprava fasád a střechy.

## Současnost
Dnes je kostel sv. Anny opět místem konání pravidelných poutí a bohoslužeb. Po roce 1990 byly obnoveny slavné anenské poutě, kterých se účastní i poutníci z Německa.

## Galerie

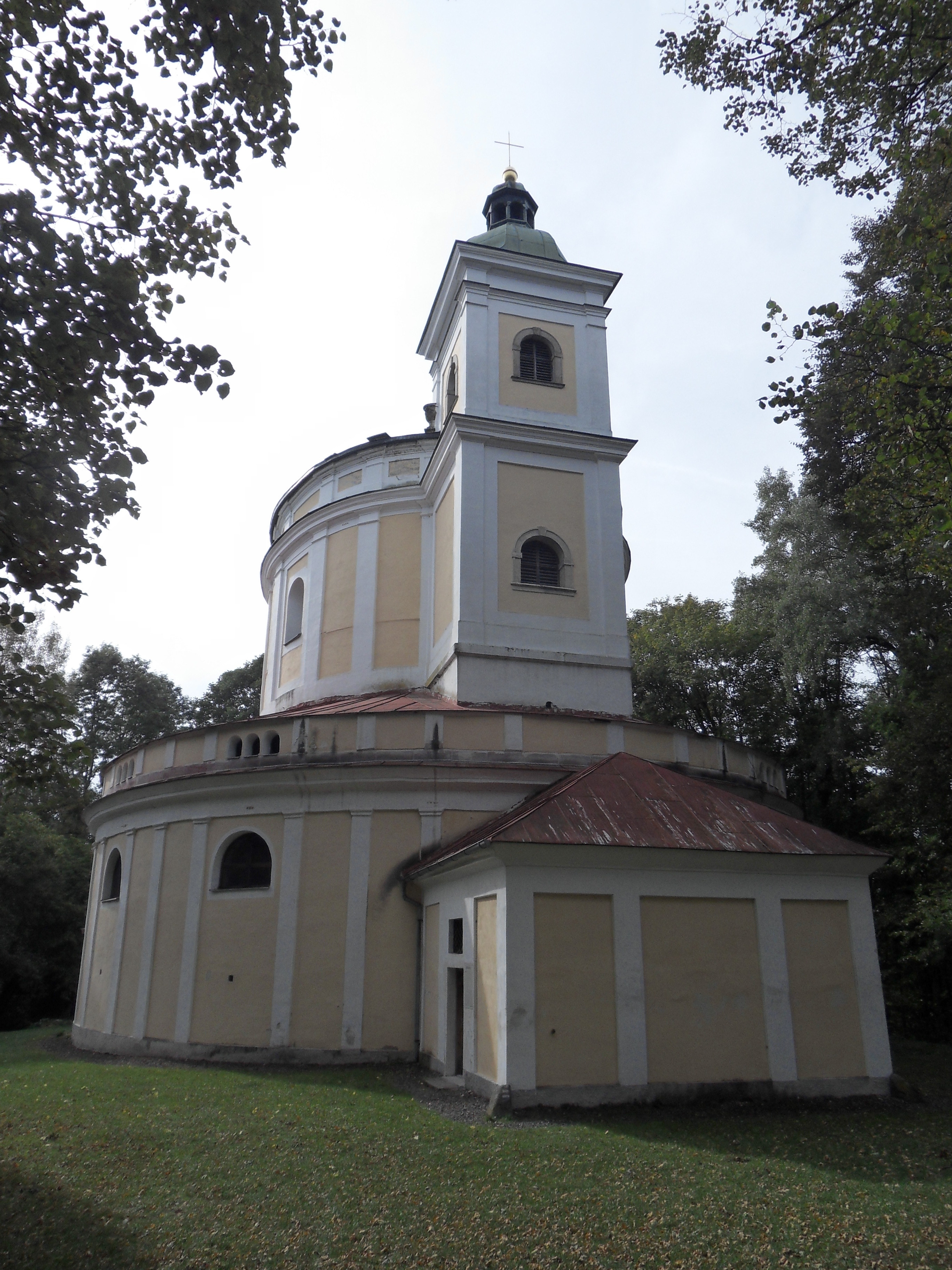
5. 10. 2013
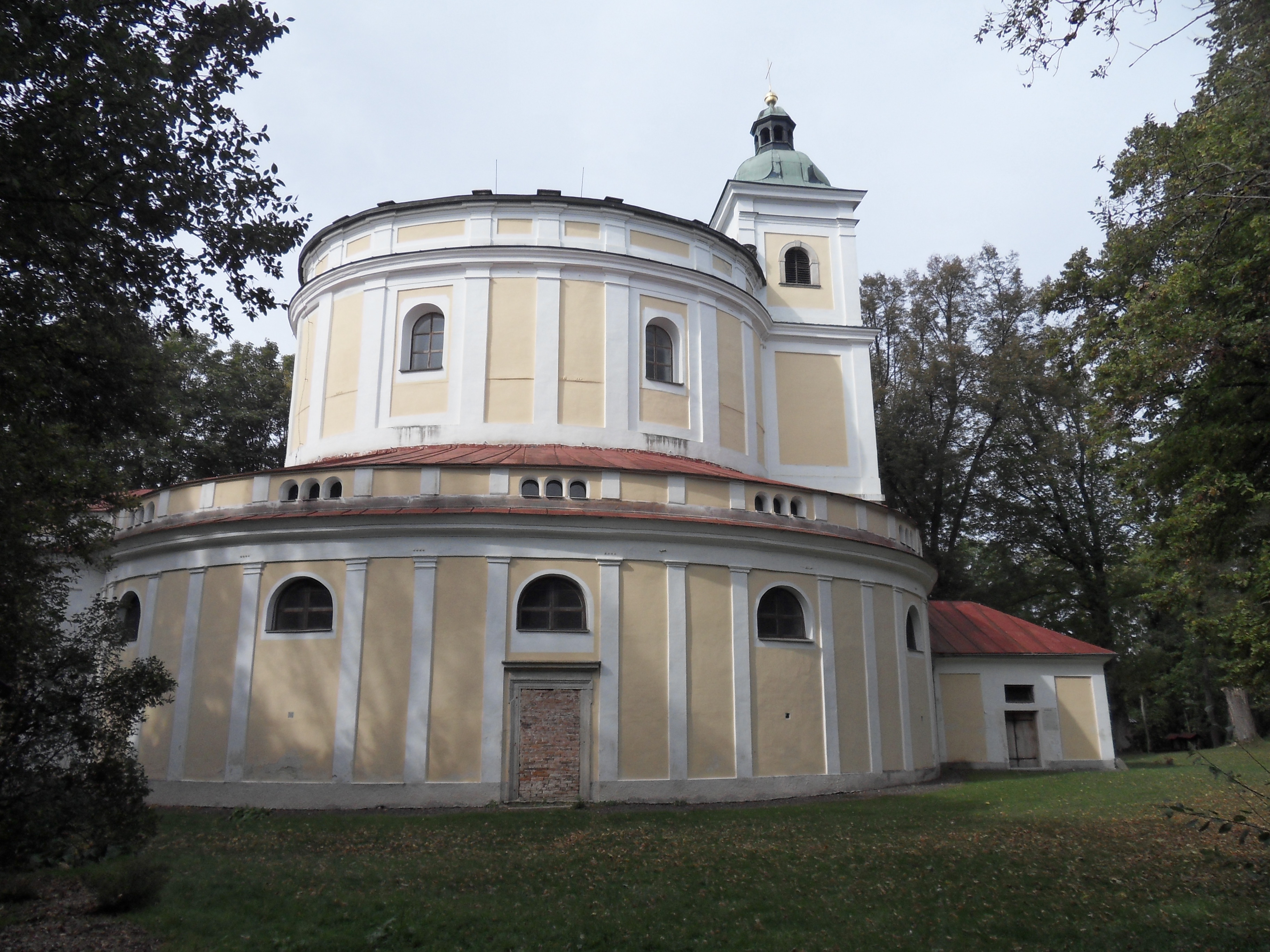
5. 10. 2013
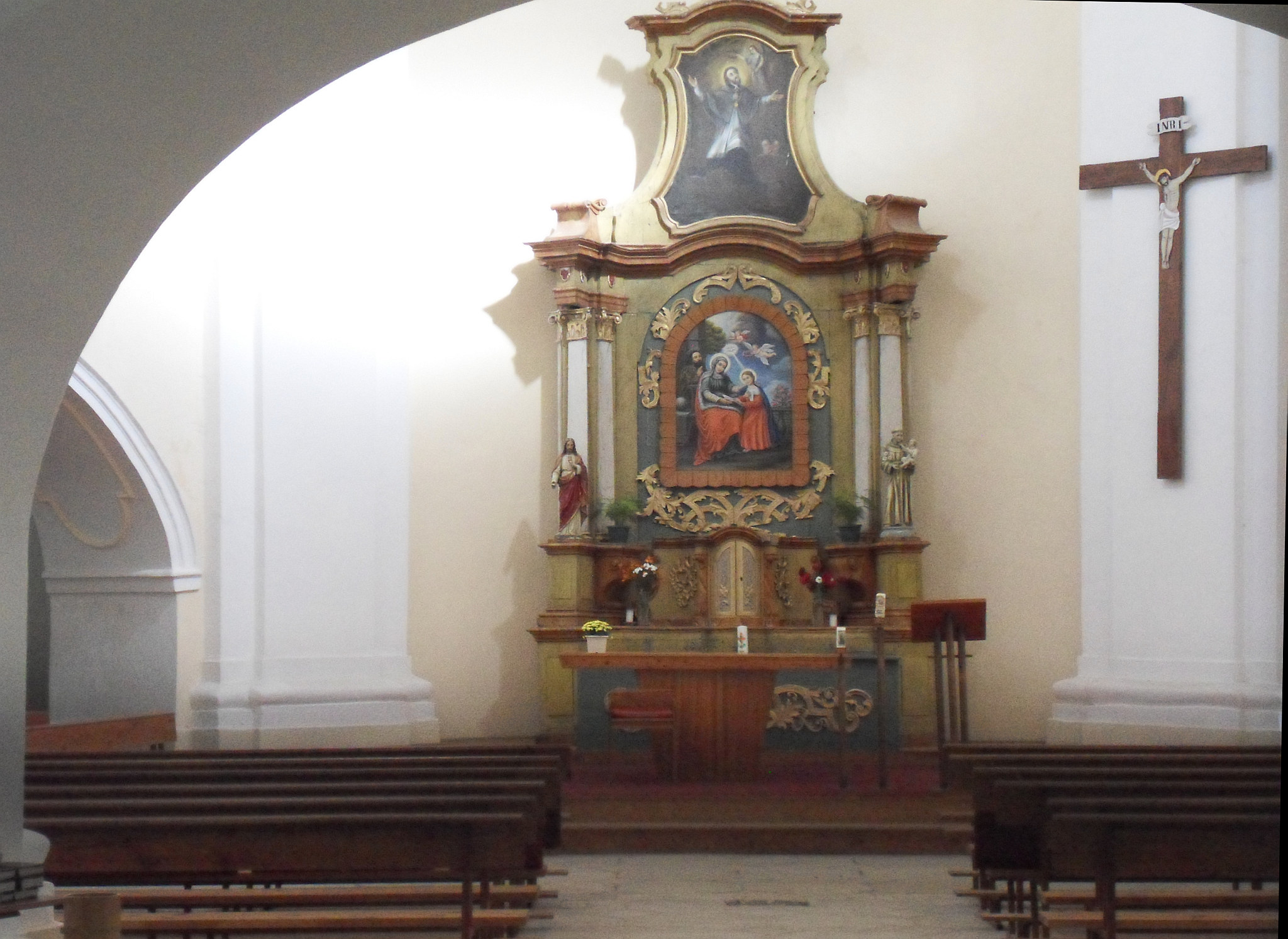
5. 10. 2013
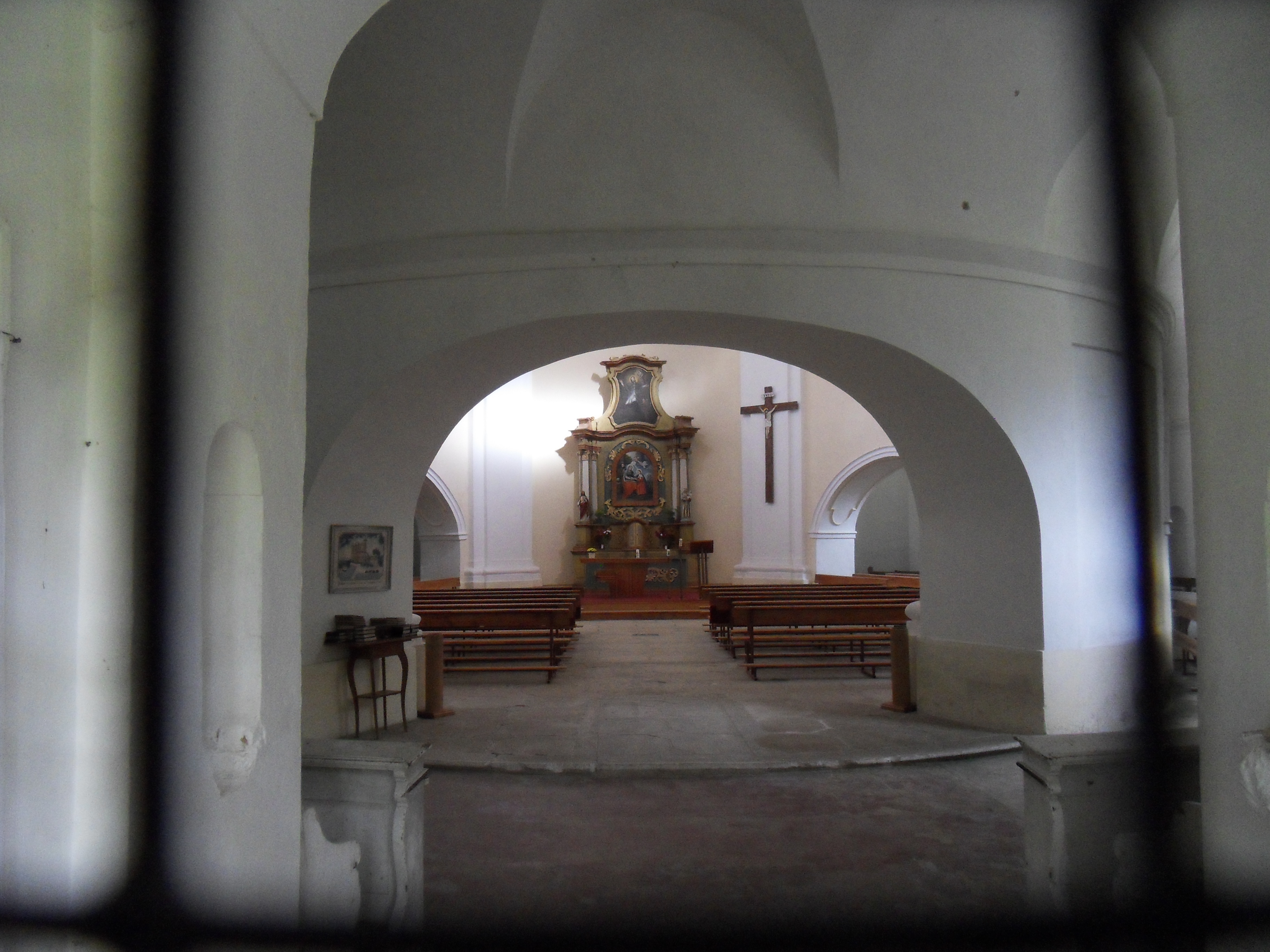
5. 10. 2013
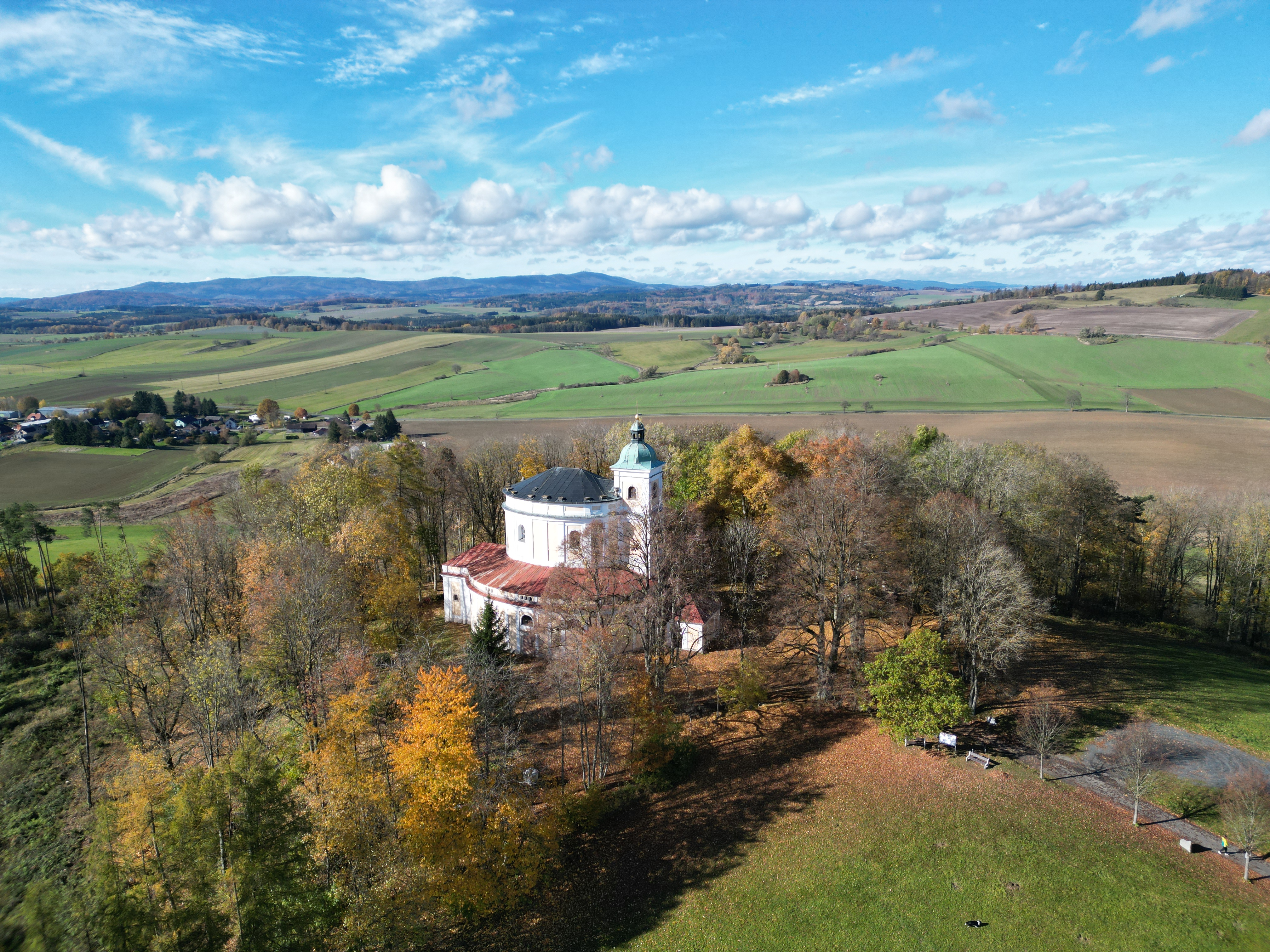
4. 11. 2023